# Thomas Ayres
Thomas Ayres (* Juli 1828 in Hereford, England; † 31. Juli 1913 in Potchefstroom, Südafrika) war ein südafrikanischer Händler, Goldsucher und Naturforscher britischer Herkunft.

## Leben und Wirken
Ayres war der Sohn von John Ayres und Heléne Duschesne. Sein Vater war der damalige Bürgermeister von Hereford. 1850 emigrierte die Familie nach Natal als Teil der ersten großen britischen Einwandererwelle in diese Region. Ab 1852 versuchte sich Ayres ein paar Jahre erfolglos als Goldsucher in Australien. Er kehrte nach Natal zurück und ließ sich in der Nähe von Pinetown als Plantagenbesitzer nieder. In seiner Freizeit widmete sich Ayres dem Vogelsammeln. Durch den Einfluss von Harriette Emily Colenso, der Tochter des ersten anglikanischen Bischofs von Natal, John William Colenso, machte Ayres die Bekanntschaft mit dem britischen Ornithologen John Henry Gurney, mit dem ihn eine langjährige Freundschaft verband. Zwischen 1859 und 1873 veröffentlichte Gurney elf wissenschaftliche Artikel im Journal Ibis über die Vogelarten, die Ayres gesammelt hatte. 1865 zog Ayres nach Potchefstroom, wo bereits sein Bruder Walter lebte. Er verdingte sich als Jäger und Händler und sammelte Vögel, Käfer, Nachtfalter und Tagfalter, darunter 1879 letztmals den vermutlich ausgestorbenen Bläuling Lepidochrysops hypopolia. Thomas und sein Bruder leiteten ein Wandergewerbe und folgten den Treckburen zum Crocodile River und Marico. Das Haus von Thomas Ayres, das als Die Arche oder Onkel Toms Hütte bekannt wurde, war mit ausgestopften Tieren, vor allem Vögeln, gefüllt. Der Ornithologe Austin Roberts, der ein Schüler von Ayres war, gehörte zu den vielen Besuchern. In den frühen 1870er-Jahren arbeitete Ayres erfolglos in den Goldfeldern von Lydenburg. Ab 1880 begleitete er Jagdexpeditionen nach Matabeleland und Mashonaland, woran unter anderen der irische Jäger und Naturforscher James Sligo Jameson (1856–1888) teilnahm. Die Vogelarten, die auf diesen Exkursionen gesammelt wurden, beschrieb George Ernest Shelley 1882 im Journal Ibis. Ayres war auch als Bierbrauer tätig. Er produzierte ein Bier mit dem Namen Ayres XX Pale Ale. Nachdem jedoch das private Bierbrauen per Gesetz für illegal erklärt worden war, musste er die Brauerei schließen. Ayres war verheiratet und hatte einen Sohn, Thomas Lambert, dessen Neffe Alfred D. Millar Lepidopterologe war.

## Dedikationsnamen
Nach Thomas Ayres sind unter anderem folgende Taxa benannt: die Spiegelralle (Sarothrura ayresi), der Fleckenadler (Hieraaetus ayresii) und der Zwergzistensänger (Cisticola ayresii). Auch die Pflanzenart Sesuvium ayresii aus der Familie der Mittagsblumengewächse (Aizoaceae) trägt seinen Namen.